# Ламперт, Зора
Зора Ламперт (англ. Zohra Lampert, род. 13 мая 1937) — американская актриса, наиболее известная по её роли в фильме ужасов 1971 года «Напугать Джессику до смерти».

## Биография
Зора Ламперт родилась в Нью-Йорке в еврейской семье, иммигрировавшей из России. Там же она окончила Высшую школу музыки и искусства, а в Чикаго обучалась в университете.
Карьеру актрисы она начала с участия в бродвейских пьес и дважды, в 1962 и 1963 годах, номинировалась на премию «Тони». Затем последовали первые небольшие роли в кино. В 1960-1970-х годах Зора Ламперт много снималась в телесериалах, а за роль злой цыганки в сериале «Койяк» была удостоена премии «Эмми».
С 1957 по 1958 год Ламперт была замужем за актёром Биллом Элтоном.

## Избранная фильмография
- Последний разочек (1994) — Барбара
- Изгоняющий дьявола 3 (1990) — Мэри Киндерман
- Стэнли и Айрис (1990) — Элейн
- Учителя (1984) — Миссис Пиликиан
- Премьера (1977) — Дороти Виктор
- Напугать Джессику до смерти (1971) — Джессика
- Прощай, Брейверман (1968) — Этта Райфф
- Страшное безумие (1966) — Эвелин Тапперман
- Великолепие в траве (1961) — Анджелина